# Piszkéstetői Obszervatórium
A Piszkéstetői Obszervatórium, hivatalos nevén HUN-REN Csillagászati és Földtudományi Kutatóközpont Konkoly Thege Miklós Csillagászati Intézete Piszkéstetői Obszervatóriuma, Magyarország legnagyobb csillagászati megfigyelésekre alkalmas létesítménye. Az obszervatórium létrehozója az MTA Csillagvizsgáló Intézetének igazgatója,  Detre László volt, egyben első vezetője az építkezés 1960 és 1964 közötti I. ütemében.  A csillagvizsgáló lakóépülete 1960-ra lett kész, a Schmidt-teleszkóp Archiválva 2019. március 23-i dátummal a Wayback Machine-ben átadása pedig 1962-ben történt meg. Az obszervatórium főépülete és első két kupolája (a Schmidt-távcső és a Cassegrain távcső kupolái) Szrogh György tervei szerint épült. Az RCC távcső kupoláját Csontos Csaba és Dobozi Miklós tervezte 1971 és 1974 között.
A Piszkéstető-i obszervatórium építését a Svábhegy tetején, a Normafa közelében, működő intézet  kertjében működő 60 centiméteres 1928-ban készült Heyde-Zeiss részbeni kiváltása és a kutatási feltételek javítása indokolta, a város fényeinek egyre nagyobb zavaró hatása miatt. A távcső egy 2003-as részleges felújítás után 2013-ig kvázi-automata üzemmódban működött és tucatnyi egyetemi hallgató ezzel végezte első tudományos méréseit. A fényszennyezés egyre nagyobb problémát okoz világszerte, amely nem csak a tudományos célú méréseket zavarja, hanem egyre több embert foszt meg az égbolt mindennapos látványától, ami a természetes környezet része. Detre László emlékére 2002-ben emlékkövet helyeztek el Piszkéstetőn.
A kutatómunka fejlesztése érdekében egy még 2016-ban elnyert pályázat keretében, – melynek neve Kozmikus hatások és kockázatok – 2019. márciusában elkezdődik egy kamerarendszer telepítése, amely a földi légkörbe érkező tűzgömbök pályájának kiszámítását teszi lehetővé nappali körülmények között is. Így már nemcsak azokat a meteorokat lehet majd megfigyelni, amelyek a Hold és a Föld között haladnak el, hanem azokat is amelyek a Földet eltalálják.

## Fekvése és megközelítése
A Piszkéstetői Obszervatórium a Mátrában a Piszkés-tetőn, Galyatető, Mátraszentlászló, Mátraszentistván és Mátraszentimre közelében fekszik, zárt területen. A területen hat objektum foglal helyet, egyik a csillagvizsgáló lakóépülete, három kupolában és egy letolható tetejű épületben a távcsövek vannak, egy épületben pedig, sziklába mélyesztett aknákban a CSFK Geofizikai intézetének földrengést detektáló műszerei vannak telepítve. A kettős csúcsú Piszkés-tető északnyugati csúcsán az 50 cm főtükör-átmérőjű Cassegrain-távcső kupolája található, 945 méteres tengerszint feletti magasságban. Közelében áll a 40 cm főtükör-átmérőjű RC (Ritchey-Crétien) távcső letolható tetejű épülete. A legnagyobb kupola a Piszkés-tető másik, délkeleti csúcsán épült, és az intézmény főműszerének, a 101 cm főtükör-átmérőjű RCC (Ritchey-Crétien-Coudé) rendszerű távcsőnek a kupolája, amit a Mátra több pontjáról látni lehet. Az obszervatóriumban felállított első, 60/90/180 cm-es Schmidt teleszkóp kupolája a két csúcs közötti nyeregben helyezkedik el. A földrengésjelző épületét a Cassegrain-kupola és a Schmidt-kupola között találjuk. A főépülettől délkeletre 1989-ben napórát állítottak egy faoszlopra. A napóra ekvatoriális, vagyis egyenlítői, árnyékvetője pólusra mutató, számlapja rézdomborítású 0,8 m átmérőjű félkör. A napórát 2013-ban vízcsőfektetési munkák miatt tartóoszlopával együtt áthelyezték az épület nyugati oldalára, de 2017-ben már csak a faoszlop volt látható, napóra nélkül.

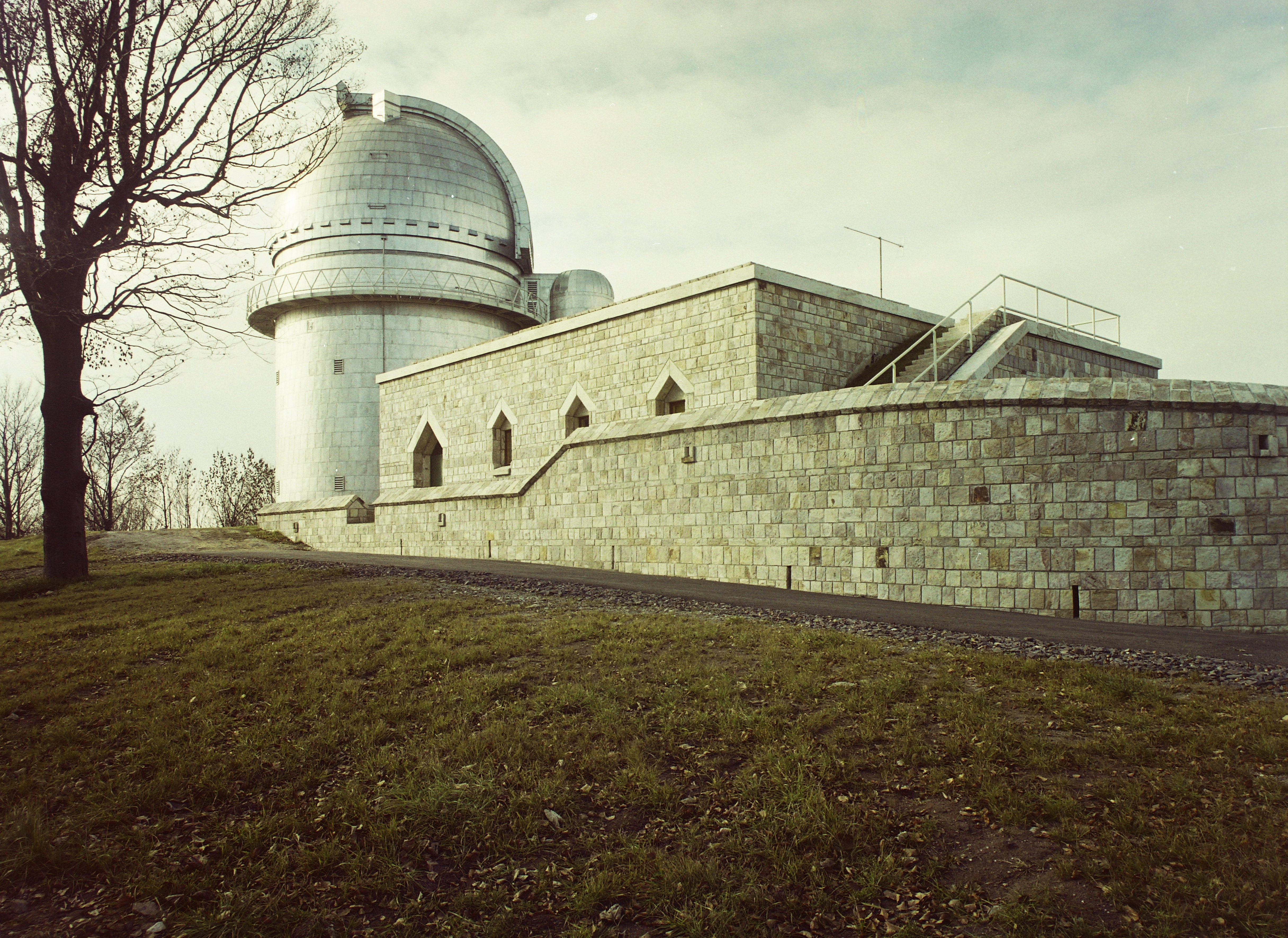
Az obszervatórium fő kupolája

Az obszervatórium megközelítése többféleképpen történhet.
- Gyalogosan: Galyatető és Mátraszentlászló felől a kék jelzésű turistaúton lehet megközelíteni, Mátraszentimre felől pedig a piros jelzésű turistaúton Galyatető irányába, mindegyik út az Obszervatórium kapuja előtt halad el. Mátraalmástól a piros háromszög turistajelzésen Galyaváron át, vagy a kék kereszt turistajelzésen Mátraszentlászló érintésével kell felkapaszkodni az országos kék turistaútra, és azon kell továbbmenni az obszervatórium kapujához..
- Távolsági busszal: A „Csillagvizsgáló, bejárati út” megállóig kell utazni, majd a buszmegálló közelében lévő aszfaltozott út vezet az Obszervatórium kapujához.
- Autóval: Elhagyva Galyatető települést a Mátrai úton az első nagyobb elágazó, aszfaltozott út jobb kéz felől, a távolsági busz megállója után.[6]

## Története
A megfigyelőállomás története 1952-ben kezdődött egy 60/90 centiméteres Schmidt-rendszerű teleszkóp beszerzésével, amit a Magyar Tudományos Akadémia rendelt meg a Zeiss-művektől. Az új teleszkópot azonban nem Budapesten kívánták felállítani, mert a város fényeitől a teleszkóp észlelőmunkája lehetetlenné vált volna, hanem új helyszínt kerestek neki. Több lehetőség megvizsgálása után végül Piszkés-tető mellett döntöttek, mivel a közelben megfelelő út- és villamos hálózat, valamint víz volt.
1958-ban a Minisztertanács 9 millió forintot hagyott jóvá az új létesítményre. A bekötőút megépítése után a csillagászok lakóhelyéül szolgáló főépület következett, amit végül 1960. szeptember 8-án adtak át. A Szrogh György által tervezett épület érdekessége, hogy alakja az Oroszlán csillagképet formázza, valamint az, hogy különböző irányokból nézve az épület magassága más és más. Ebben az épületben kaptak helyett a csillagászok lakószobái, dupla ajtókkal a nyugalom fenntartása érdekében, a laborok, a könyvtár.

## Távcsövek és műszerek
Az obszervatórium alapjául szolgáló távcsövek és berendezések folyamatosan bővültek, fejlődtek. Feladatuk elsősorban olyan földi bázisú megfigyelések végzése, amely biztosítja a kutatások mindenkori nemzetközi színvonalát és egyben folyamatos hátteret ad a tudományterülettel ismerkedő fiatal kutatók számára is.

### Távcsövek
1961-re a Schmidt-teleszkóp kupolája is elkészült és az új távcső 1962-ben megkezdhette működését, amely nagy égterületek fotografikus észlelését tette lehetővé.
Pár évvel később beszereztek egy másik, kisebb, fényelektromos fotometriára alkalmas teleszkópot is, amit a Zeiss-művek szakemberei 1966 nyarán szereltek össze. Ez egy 50 cm-es Cassegrain-rendszerű teleszkóp volt, amelyre egy egycsatornás integráló fotométert szereltek és amellyel már 1967-ben elkezdődhettek az észlelések, majd kísérleti jelleggel azután egy kétcsatornás polarimétert fejlesztettek.

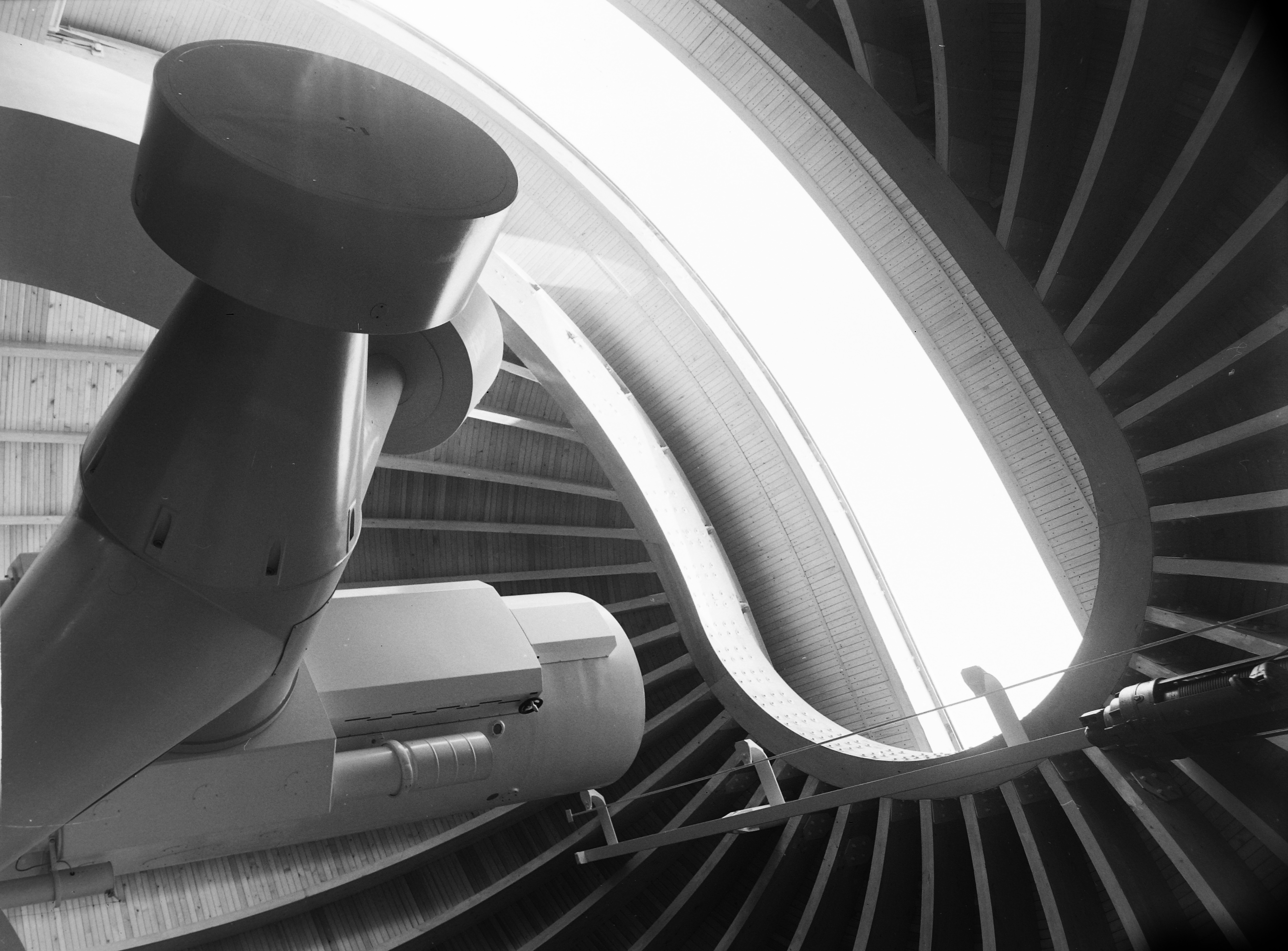
A Piszkéstetői Obszervatórium 1 méteres RCC távcsöve

1971-ben folytatódott az építkezés egy új bekötőút létesítésével, amit követett az állomás bővítése és egy korszerű Ritchey–Chrétien Coudé rendszerű távcső felszerelése is, amit 1974-ben avattak fel. A távcső elvben spektroszkópiai megfigyelésekre is alkalmas lett volna, ez a mérőhely azonban forráshiány miatt nem lett felszerelve a szükséges műszerekkel, így fotometriai méréseket végeztek vele a kutatók a legutóbbi időkig, amikor egy spektrográffal  is kiegészült a műszer. A későbbiekben, a 2010-es években az állomás egy kis 40 cm-es Ritchey-Crétien rendszerű távcsővel bővült.
Jelenleg az egykori 50 centiméteres távcső kupolájában egy korszerű, 80 centiméteres altazimutális robottávcső működik.

### Detektorok
A tudományos célú asztrofizikai mérések a XX. század első felében lényegében fotólemezekre történő exponálással, és a mindennapi életben is használt fotó-technikával történtek. A speciális lemezeket, amelyek üveglapra fölvitt érzékeny rétegek voltak, elsősorban a KODAK gyártotta, míg az 1990-es években ezeket sorban leállította, a közben megváltozott méréstechnika miatt. A fotografikus méréseket azonban még az 1980-as 90-es években is használták a Schmidt távcsőnél, aminél a rendkívül nagy látómező képét így tudták rögzíteni. Az intézet lemeztára, hasonlóan a más obszervatóriumokhoz, kutatási célokra az egész világ számára elérhető, mivel az ezekre rögzített megfigyelések sokszor évtizedekkel később válnak izgalmassá, ha egy eseményt pont rögzítettek.
Az egyedi csillagok fényesség változásait időben követő fotoelektromos méréseknél az 1960-as évektől az intézet egycsatornás fotoelektron-sokszorozó fotométereket használt. Ezek a berendezések a kiválasztott csillagról beérkező fényt (fotonokat) detektálták a fényelektromos jelenségen keresztül. A foton a fémből kilökött egy elektron, amely szabaddá vált, majd ezt nagyfeszültséggel gyorsítva a sokszorozó rész mérhető árammá erősítette, amivel egy kondenzátort töltött adott ideig. A végén a feltöltődött kondenzátoron mért feszültséget megmérve, egy számszerű adathoz jutottak a csillagászok közvetlen, ami a beeső fénnyel volt jó közelítéssel lineárisan arányos. Ilyen fotométerrel volt felszerelve az 50 centiméteres Cassegrain típusú és az 1 métere RCC távcső is.
Az adatgyűjtést a 70-es években elterjedt, és fizikai laborokban általánosan használt, CAMAC  mérési adatgyűjtő rendszerek végezték, és ehhez kapcsolódott egy a KFKI által fejlesztett TPA (Tárolt Programú Analizátor) – amely lényegében egy DEC számítógép másolata volt. (A furcsa elnevezésnek történelmi okai voltak, mivel Magyarország hivatalosan nem gyártott  számítógépet.)
Az integráló fotométert az RCC távcsőnél az intézetben Virághalmy Géza által kifejlesztett, fotonszámlálós fotométer váltotta a 80-as években. Ez az egycsatornás detektor még a CAMAC rendszerű adatgyűjtő rendszerhez kapcsolódott, azonban vezérlését már egy illesztő modulon keresztül a német Humboldt alapítvány támogatásából egy IBM XT számítógép végezte. A távcső mozgatását vezérlő rendszer szilárdtest relékkel, galvanikusan leválasztva, szintén számítógépről vezérelhető volt. Az 50 centiméteres távcsőnél szintén az intézetben kifejlesztett fotométer volt a méréseknél használva, hasonló mérési környezetben. A '90-es évek elején a CAMAC rendszereket az IBM PC kompatibilis gépekbe szerelt Advantech PCLab mérőkártyák váltották föl, miközben mindezekkel párhuzamosan a mérőrendszerek szoftverei is folyamatosan változtak, fejlődtek.
Az 1990-es években elterjedő új digitális szilárd-test detektorok a CCD-k forradalmasították a csillagászatot. A hagyományos fotólemezek helyett a CCD 2-dimenziós felületén a beeső fotonok számával arányos 'szabad' állapotú elektron tárolódik, ami digitálisan, számítógéppel közvetlen kiolvasható. Így egy égi területről számítógéppel azonnal feldolgozható adatok keletkeznek. Az első CCD az intézetbe az RCC távcsőhöz a 90-es évek közepén érkezett pályázati támogatásból, egy EEV gyártmányú (ma e2v) chippel szerelt kamera, amit a Wright Instruments gyártott. 1998-ban a Schmidt távcsőbe is CCD kamera került. A következő években több és modernebb CCD kamera került az egyes távcsövekre, új szoftverek lettek ezekhez fejlesztve. Az EMCCD például a légköri hatások kiszűrésére is részben alkalmas a nagyon rövid expozíciós idejű működési módjának köszönhetően. Ezeket különböző pályázati pénzek biztosították, többek között így 2011-ben az MTA Lendület programjának keretében új CCD-kamera került a 60 centiméteres Schmidt-teleszkópra. Ez az új képrögzítő eszköz a korábbi kameránál tízszer nagyobb területet, kb. 1 négyzetfokot lát az égből.

### Időszolgálat
A csillagászati mérések lényeges eleme azok időpontjának rögzítése. Ezt a 90-es évek közepéig az intézet központi atomórája szolgáltatta, amit a GPS műholdak időadataira támaszkodó rendszer váltott.

### Vezérlések, mechanika
A folyamatos fejlesztéseknek köszönhetően a távcsövek mechanikája, a kupolák és mindezek vezérlése is korszerű, modern eszközökre lettek cserélve, a megfelelő szoftverekkel együtt.

## Tudományos tevékenységek
A csillagászat történetileg hosszú ideig a csillagok természetéről csak hipotéziseket gyártott, ami inkább volt filozófia, vagy vallási elképzelés, mint a mai értelemben vett tudomány. A csillagok látszólag egy forgó gömbhöz rögzített rögzített fénylő pontok voltak. Ezt a gömböt nevezték éggömbnek, és mivel ehhez képest a csillagok rögzítettnek látszottak, ezért nevezték őket állócsillagoknak. Ezek az állócsillagok között azonban néhány feltűnő bolyongó mozgást végzett, ezeket elnevezték bolygóknak.
A csillagászat hosszú idő alatt kiterjedt térképeket készített az állócsillagok helyzetéről az éggömbön, valamint követte a bolygók mozgását. Ebben a képben néha feltűntek furcsa jövevények, az üstökösök, amelyek feltűnését nem tekintették általában jó jelnek.
Ez a leegyszerűsített és elnagyolt kép gyökeresen megváltozott, amikor a fizikai laborokban elkezdték tanulmányozni az egyes anyagok színképét, majd a csillagászok hasonlóan elkezdték tanulmányozni a csillagok fényét, színképeit. Ezzel megszületett az asztrofizika. Kepler törvényeit Newton mechanikája és gravitációs elmélete az elhajított kövekkel sorolta egy csoportba, az asztrofizika pedig elkezdte a csillagok fizikáját tanulmányozni.
A csillagászok munkája ezért a csillagokról vagy más égitestekről érkező fény detektálása, ennek esetleg időbeni változásának követése és elemzéséből áll leginkább. Ez ellentmond a hétköznapi, romantikus képnek, amint a csillagász belenéz a távcsőbe és szép képeket nézeget. (Mellékes, de általában bele sem lehet nézni ezekbe a távcsövekbe: az észlelő egy monitor előtt ül, adatokat figyel, rögzít, majd később hosszan elemzi a mért értékeket egy számítógép képernyője előtt ülve.)

### Változócsillagok
AZ intézet kutatási területe meghatározóan a különböző változócsillag típusok tanulmányozása. Természetesen nem minden típus tanulmányozása tartozik ebbe a körbe, de az RR Lyrae típusúakban a világ egyik vezető intézete a mai napig, a Cefeida típusúakban szintén meghatározó szerepe volt, ahogy a pulzáló fehér törpe vagy a Delta Scuti csillagok esetében, vagy a Napunkhoz hasonló foltos csillagok körében.
A csillagász pontszerűnek látja a távcsövében ezeket a csillagokat, a távcső mérete (tükör vagy lencse átmérője) minél nagyobb, annál több fényt tud összegyűjteni azonban róla és ezt a fényt detektálja. Ha egy csillagban változások vannak, akkor az így megfigyelt fénye változik és ennek elemzésével lehet a valódi változásokra azután visszafelé következtetni.
Az említett foltos csillagok kivételével ezek a típusú változók pulzálnak (radiálisan vagy nem-radiálisan), amik csillagrengések, hasonlóan a földrengésekhez. A Föld esetében ezeken keresztül tudunk a nem látható belső szerkezetre következtetni, ugyanígy a csillagok esetében is. Ezeken keresztül részletes képet kapunk az adott fejlődési állapotú ilyen változók belső szerkezetéről, ez összevethető a fejlődési modellekkel, meghatározható a tömegük és számtalan egyéb adatuk.
A nemzetközi együttműködéseknek ezeknél a méréseknél igen fontos szerepük van, mivel az egyes obszervatóriumok időjárása adott éjszakán különbözik, földrajzi elhelyezkedésük alapján pedig más időben van éjszaka, amikor mérni lehet.

### Szupernóvák
A szupernóvák felrobbanó csillagok és Magyarország 1964 és 1995 között az MTA Konkoly Thege Miklós Csillagászati Kutatóintézetében folytatott szupernóva-keresési program alapján harminc éven át szupernóva-nagyhatalomnak számított. Akkoriban a felfedezésük jelentette az alapvető kérdést, ma az ismertté vált rendszerek robbanás utáni követése a feladat ezen a téren.

### Kis égitestek
A kisbolygók és üstökösök kutatása nagyobbrészt Piszkéstetőn zajlik, Sárneczky Krisztián és Kiss László koordinálásával. 2010 októberében útjára indult a PIszkéstető Supernova and Trojan Asteroid (PISTA) Survey, amely a távoli kisbolygók felfedezésével foglalkozik. A Naprendszer objektumai mellett a programban résztvevők figyelemmel kísérnek minden változást. 2011. március 24-én felfedezték az 50. szupernóvát a Schmidt-távcsővel.

## Űrtechnika
A földi csillagászat egyes szerepeit egyre jobban átveszik űrtávcsövek. Ezek a légkörön kívül, különböző – sokszor a földről nem elérhető – spektrális tartományokban mérnek. Más eszközök azonban a légkör zavaró hatásai nélkül az optikai tartományokban mérnek, azonban pontosságuk sok nagyságrenddel felülmúlja azokat. Ilyen távcső volt például a CoRoT, vagy a Kepler űrtávcső, amelyek exobolygókat (más csillagok körüli bolygókat) keresve, felbecsülhetetlen értékű adatokat gyűjtöttek változócsillagokról, kis égitestekről többek között. Ezek a mérések valódi kiaknázása azonban csak olyan kiegészítő mérésekkel lehetséges teljes mértékben, amiket csak a földi berendezéseink biztosítanak.
Az intézet kutatói ezekben a projektekben aktívan részt vettek, felhasználva az űrtávcsövek adatait, és sokszor kiegészítve  – vagy éppen előkészítve – azokat. Az űrtávcsövek nem tették elavulttá vagy a múlt relikviáivá a földi távcsöveket, és számtalan feladathoz nem óriás távcsövek szükségesek, hanem könnyen és hosszú időre elérhetők. Így Piszkértető továbbra is aktív szerepet játszik ezekben a kutatásokban.

## Kitekintés, oktatás
Az obszervatórium mindig is meghatározó szerepet játszott a jövő generációjának oktatásában, nyitott volt mindig a számukra. A Szegedi Egyetem, vagy az ELTE hallgatói folyamatosan jelen voltak és vannak. A berendezésekre a világ bármely megfelelően kvalifikált intézetéből pályázni lehet távcső időre, ahogy a CSFK KTM CSI kutatói is folyamatosan pályáznak más obszervatóriumok berendezéseire, ha ott tudják a szükséges méréseket elvégezni